# Bunavad
Bunavad (Bulgaars: Бунавад) was de eerste Bulgaarse luchtvaartmaatschappij. De afkorting staat voor Bulgarsko narodno vazdohoplavatelno akcionerno druzhestvo (Bulgaars: Българско народно въздухоплавателно акционерно дружество) (oftewel: Bulgaarse Nationale aeronautische vakvereniging). Zij vloog tussen middelgrote Bulgaarse steden vanaf oktober 1927 tot de vluchten een jaar later werden gestaakt. Bunavads onofficiële nakomeling is Balkan Bulgarian Airlines.

## Vloot
Bunavad vloog met Junkers F.13-vliegtuigen.

## Bestemmingen
Bunavad vloog twee routes:
- Sofia - Roese - Varna
- Sofia - Plovdiv - Boergas